# Rigshospitalet
Rigshospitalet, i dagligt tal även Riget, är Danmarks främsta sjukhus, beläget i stadsdelen Østerbro i Köpenhamn. 2007 genomfördes strax under 50 000 operationer och antalet anställda översteg 7 000.
Sjukhuset har ett riks- och landsdelstäckande uppdrag inom flera medicinska specialiteter (ej hudsjukdomar, arbetsmedicin, lungmedicin och psykiatri).

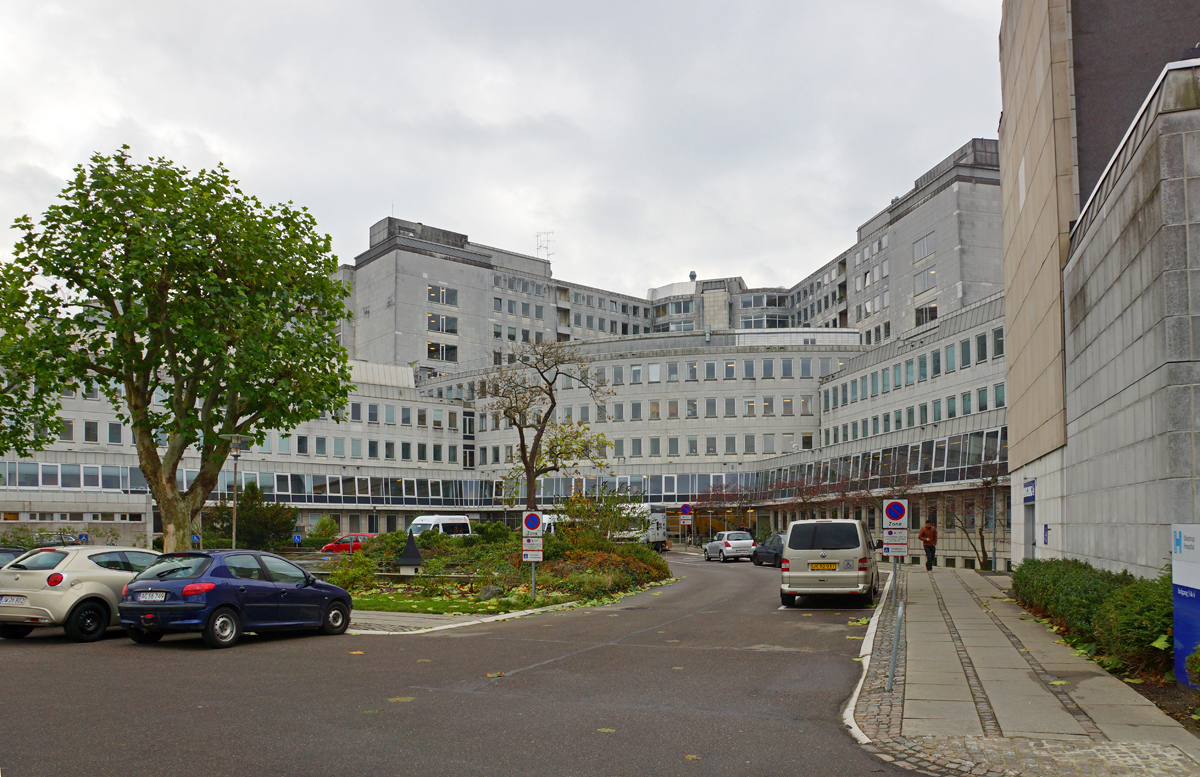
Rigshospitalets sjukhus i Glostrup. Anläggningen ritades av arkitekterna Martta Martikainen-Ypyä, Ragnar Ypyä och Veikko Malmio.

## Historia
Det första Rigshospitalet ritades av arkitekten Martin Borch och invigdes på Blegdamsfælled 1910. Det skulle behandla patienter från hela Danmark. Samtidigt stängde Kongelige Frederiks Hospital på Bredgade. 1958 beslutades om utbyggnad av sjukhuset. Uppförandet av de nya byggnaderna fortsatte under åren 1960–1978. 1970 öppnade Rigshospitalet den första delen av centralkomplexet med 16 våningar och 1974 stod sydkomplexet klart. Det centrala komplexet kostade 390 miljoner danska kronor att bygga. Totalt är sjukhuset över 266 000 m² stort.

## Rigshospitalet – Glostrup
2015 gick dåvarande Glostrup Hospital (invigt 1958 som Amtssygehuset i Glostrup) i Glostrup utanför Köpenhamn samman med Rigshospitalet. Sjukhuset utgör sedan dess en del av Rigshospitalets verksamhet. 

## Rigshospitalet i populärkultur
Lars von Triers TV-serie Riket utspelar sig på Rigshospitalet som spelar en stor roll i handlingen.